# Luibiskogel
Der Luibiskogel (auch Loibiskogel genannt) ist ein doppelgipfliger Berg im Geigenkamm in den Ötztaler Alpen. Der höhere Südgipfel misst dabei 3110 m ü. A. Der Nordgipfel maß früher 3090 m, ist nach einem Bergsturz im Jahr 1999 aber etwa 30 Meter niedriger. Der Luibiskogel ist sowohl vom benachbarten Pitztal als auch vom Ötztal kaum zu sehen und der Berg offenbart seine ganze Größe nur von höher gelegenen Aussichtspunkten.

## Routen
Erreicht werden kann der Luibiskogel auf folgenden Routen:
- aus dem Pitztal von Piösmes über die unbewirtschaftete Luibisalm, die Luibisscharte und den westlichen Teil des Hauerferners,
- aus dem Ötztal von Längenfeld über die Innerbergalm, die unbewirtschaftete Hauerseehütte und den Hauerferner.

Der letzte Teil beider Anstiege ist identisch, beide Anstiege erfordern Trittsicherheit und Kletterfähigkeiten im I. Grad. Vom Rand des Hauerferners südöstlich des Berges wendet man sich auf markierter Route nach Nordwesten, über Geröllhalden in Richtung der steil aufragenden Bergflanke, die man am nördlichen Rand des Geröllrückens erreicht. Nun über Bänder in leichter Kletterei empor, den Markierungen folgend. Es ist möglich, sich an regelmäßig angebrachten Bohrhaken zu sichern. Man erreicht schließlich den teils aus lose übereinander liegenden Platten bestehenden Südostgrat und über diesen breiten Grat in leichter Kletterei den Gipfel mit Gipfelkreuz und Gipfelbuch.
Der Hauerferner stellt beim Weg aus dem Pitztal kein ernstes Problem (mehr) dar, allerdings ist der Anstieg aus dem Pitztal recht lang und einsam. Beim Weg aus dem Ötztal kann der Hauerferner bei Blankeis Probleme bereiten, eine Umgehung nebenan im Geröll ist dann aber möglich.

## Impressionen

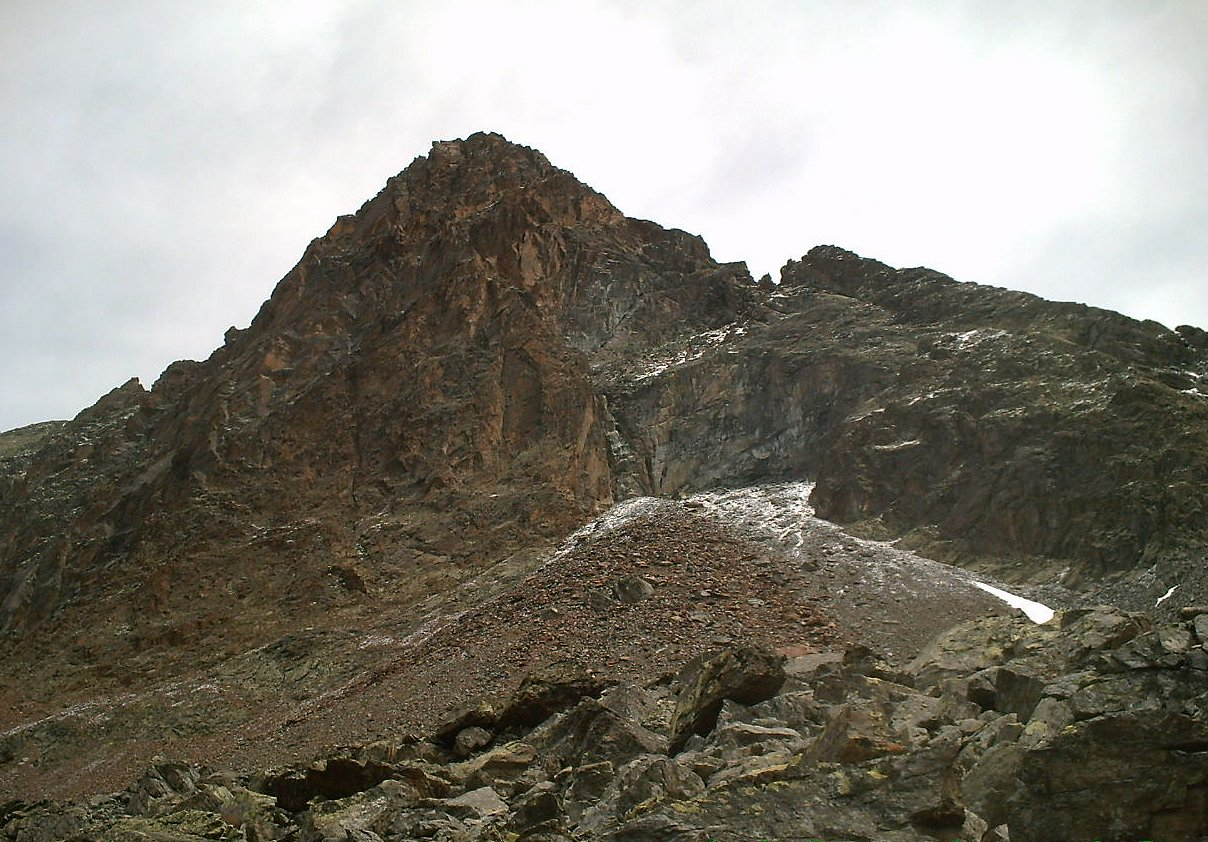
Luibiskogel von Südwesten
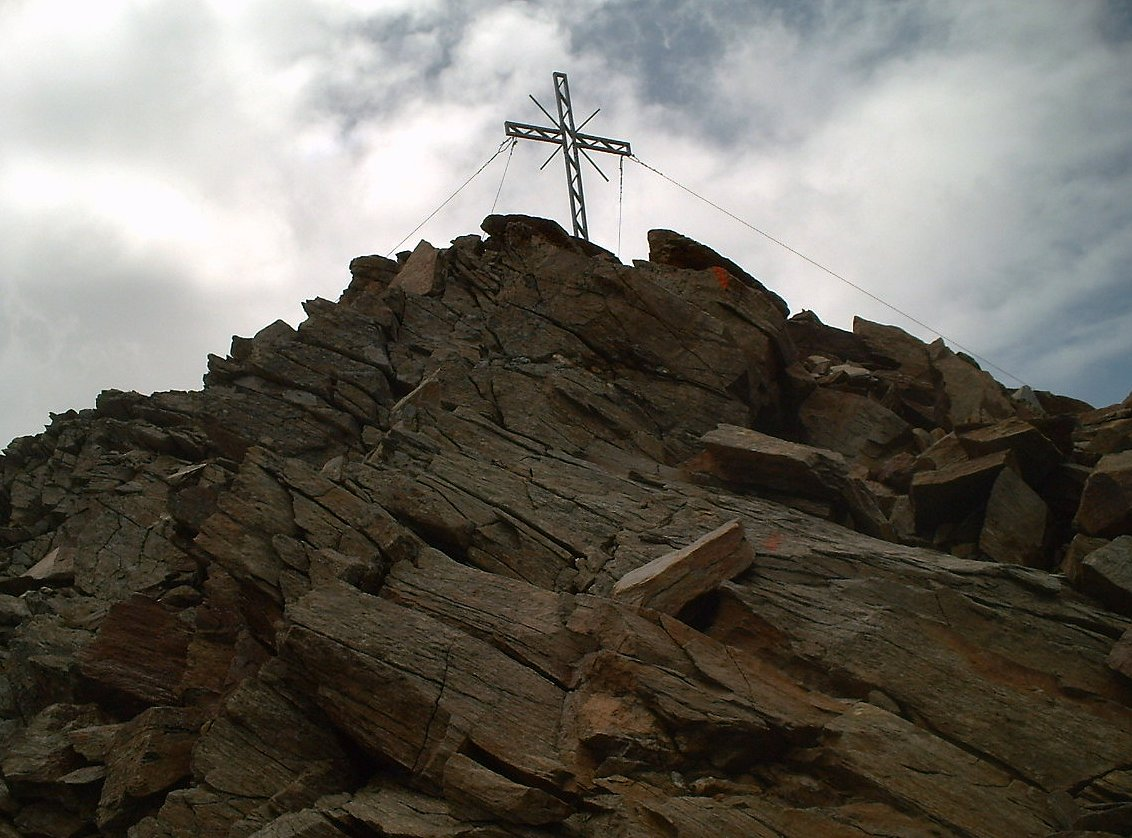
Auf dem Südostgrat
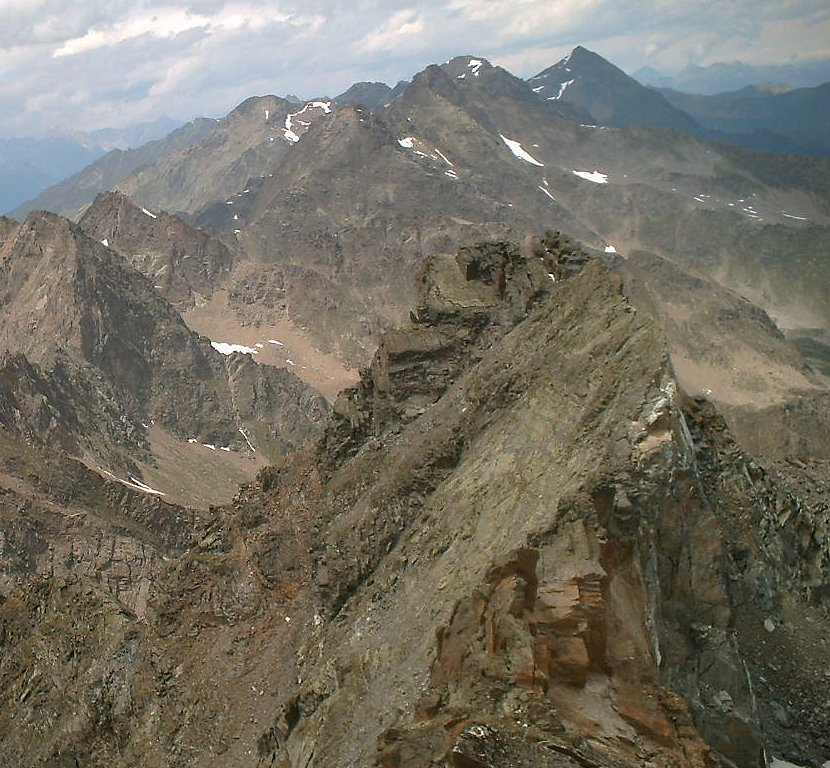
Blick zum Nordgipfel im Jahr 2007, nach dem Bergsturz